# Municipio de Brookfield (Dakota del Sur)
El municipio de Brookfield (en inglés: Brookfield Township) es un municipio ubicado en el condado de McCook en el estado estadounidense de Dakota del Sur. En el año 2010 tenía una población de 133 habitantes y una densidad poblacional de 1,41 personas por km².

## Geografía
El municipio de Brookfield se encuentra ubicado en las coordenadas 43°48′16″N 97°18′33″O / 43.80444, -97.30917. Según la Oficina del Censo de los Estados Unidos, el municipio tiene una superficie total de 94.4 km², de la cual 94,4 km² corresponden a tierra firme y (0 %) 0 km² es agua.

## Demografía
Según el censo de 2010, había 133 personas residiendo en el municipio de Brookfield. La densidad de población era de 1,41 hab./km². De los 133 habitantes, el municipio de Brookfield estaba compuesto por el 98,5 % blancos, el 0,75 % eran amerindios y el 0,75 % eran de una mezcla de razas. Del total de la población el 0 % eran hispanos o latinos de cualquier raza.